# A New Beginning
A New Beginning er en dansk dokumentarfilm fra 2019 instrueret af Ala'A Mohsen.